# Sonal Kukreja
Sonal Kukreja (Delhi, 14 de octubre de 1997) es una modelo india y ganadora de Miss Diva Supranacional 2024.

## En concursos de belleza

### Miss Diva 2021
En agosto de 2021, Sonal fue confirmada como parte de las 20 mejores en la competencia. El 30 de septiembre de 2021, fue nombrada como primera finalista detrás de Harnaaz Sandhu, quien meses después ganaría el título de Miss Universo 2021.
Durante la competencia, Sonal ganó los siguientes premios:
- Miss Active
- Miss Simpatía
- Top 5 – Miss Cabello Hermoso
- Top 5 – Miss Piel Hermosa
- Top 5 – Miss Fotogénica
- Top 6 – Miss Cuerpo de Playa

### Miss Diva 2023
El 16 de agosto de 2023, Sonal fue confirmada como una de las 16 candidatas oficiales del certamen Miss Diva 2023.
Durante la competencia, Sonal fue nominada a los siguientes premios:
- Top 5 – Miss Fotogénica
- Top 6 – Miss Rampwalk

En la noche final que se realizó el 28 de agosto de 2023 en The LaLit, Mumbai fue coronada por Pragnya Ayyagari, Miss Diva Supranacional 2023 como Miss Diva Supranacional 2024.